# Eduard Petrů
Eduard Petrů (16. prosince 1928 Olomouc – 3. března 2006 tamtéž) byl český historik a teoretik literatury, vydavatel a bibliograf, profesor starší české literatury a popularizátor vědy na Univerzitě Palackého v Olomouci.

## Život a působení
Po maturitě na Slovanském gymnáziu vystudoval francouzštinu a češtinu na Univerzitě Palackého v Olomouci, kde promoval roku 1952 prací o Petru Chelčickém. V letech 1952–1964 pracoval v olomoucké vědecké knihovně jako bibliograf a správce rukopisného fondu. Od roku 1964 působil na katedře bohemistiky Filozofické fakulty Univerzity Palackého, kde se roku 1968 habilitoval a roku 1986 byl jmenován profesorem dějin české literatury a literární teorie. V letech 1989–1994 byl vedoucím katedry bohemistiky a slavistiky a v letech 1993–1996 proděkanem pro vědeckobadatelskou činnost na Univerzitě Palackého.
Zabýval se starší českou literaturou, zejména dílem Petra Chelčického, překládal a vydával humanistické texty. Byl popularizátorem literární medievalistiky a středověké literatury a souběžně se zabýval i novou literaturou a vztahem literatury a filmu.
Vedle pedagogické a vědecké práce se od roku 1966 výrazně podílel (spolu s Jiřím Stýskalem či Alenou Štěrbovou) na vzniku a organizaci filmového festivalu populárně-vědeckých filmů Academia Film Olomouc, kde mnoho let působil jako předseda a člen organizačního štábu, člen výběrové komise a porotce. Naposledy se Petrů již jako čestný host zúčastnil jubilejního 40. ročníku festivalu v roce 2005. Podílel se také na řešení otázek teorie a dějin filmu ve Filmovém klubu v Olomouci a v 80. letech působil jako lektor a spolutvůrce koncepce semináře Film a škola v Olomouci.
Obdržel Cenu města Olomouce za rok 1998 v oblasti historie.
V roce 2006 byl oceněn Cenou Františka Palackého in memoriam – zemřel v době, kdy byl Vědeckou radou Univerzity Palackého vybrán jako její laureát.